# 弗蘭克·卡普
弗兰克·卡普 (1931年)是美国爵士鼓手。 

## 唱片
与 切特·贝克
- 阿尔伯特的房子 (Beverley Hills，1969年)

与 赫伯特·哈珀 五重奏
- 五个兄弟 (Tampa Records，1955年)

与 斯·坦肯頓
- 城市的玻璃 (Capitol，1951年)
- 斯坦肯頓的熱門收藏  (Capitol，1953年)
- 这个现代世界 (Capitol，1953年)

与 邁克爾·內史密斯
- 威奇托火車口哨 (Dot，1968年)

与 傑克·尼茨舍
- 心跳（原聲帶）(Capitol , 1980年)

与 Anita O'Day
- 一个柔美的音调 (kayo，1989年)

与 乔·帕斯
- 一个时代的标志 (World Pacific、1965年)

与 安德烈·普列文
- 王大小！ (Contemporary,1959年)
- 黛娜唱，普列文播放 (Capitol,，1959年)- Dinah Shore
- 喜欢普列文! (Contemporary,1960年)
- 安德烈*普列文和j*J*约翰逊 (Columbia，1961)- j*J*约翰逊
- 二重唱 (Columbia，1962)- 多丽丝每天

与 小羅傑斯
- 小羅傑斯会见泰山 (MGM，1960年)

与 芽柄
- 女孩爱上 (World Pacific，1966年)
- 芽柄在今天的电影放音乐 (World Pacific，1967年)

与 索尼和雪兒
- "打敗了"(Atlantic/Atco,1967年)

与 本·韋伯斯特
- 温暖的情绪 (Reprise，1961年)